# 의령군·함안군
의령군·함안군은 대한민국의 옛 국회의원 선거구이다. 당시 경상남도 의령군, 함안군 지역을 관할했다.

## 역사
제13대 국회의원 선거를 앞두고 의령군·함안군·합천군 선거구에서 분리되며 신설되었다.
제17대 국회의원 선거를 앞두고 이루어진 선거구 개편으로 합천군과 함께 의령군·함안군·합천군 선거구를 이루게 됨에 따라 폐지되었다.

## 역대 국회의원
| 선거   | 정당 | 정당       | 의원   |
| ------ | ---- | ---------- | ------ |
| 1988년 |      | 민주정의당 | 정동호 |
| 1992년 |      | 민주자유당 | 정동호 |
| 1996년 |      | 신한국당   | 윤한도 |
| 2000년 |      | 한나라당   | 윤한도 |

## 역대 선거 결과

### 대한민국 제13대 국회의원 선거
|  | 49.57% |

|  | 31.13% |

|  | 19.28% |

### 대한민국 제14대 국회의원 선거
|  | 53.03% |

|  | 43.18% |

|  | 3.78% |

### 대한민국 제15대 국회의원 선거
|  | 70.04% |

|  | 14.60% |

|  | 8.49% |

|  | 6.85% |

### 대한민국 제16대 국회의원 선거
|  | 63.87% |

|  | 15.48% |

|  | 13.08% |

|  | 7.55% |